# Rhyssemorphus clementi
Rhyssemorphus clementi är en skalbaggsart som beskrevs av Riccardo Pittino 1990. Rhyssemorphus clementi ingår i släktet Rhyssemorphus och familjen Aphodiidae. Inga underarter finns listade i Catalogue of Life.